# Riachão (Nova Iguaçu)
Riachão é um bairro do município brasileiro de Nova Iguaçu, no Estado do Rio de Janeiro. O bairro possui 11204 habitantes, e faz limites com os bairros Palhada, Rosa dos Ventos, Rodilândia, Austin e Inconfidência, e com o município de Queimados.
O bairro é cortado pela Rodovia Presidente Dutra, seu principal acesso.
No bairro, está localizado o centro de distribuição das Lojas Americanas.